# Johannesgrotte
Johannesgrotte är en grotta i Österrike. Den ligger i distriktet Eisenstadt Stadt och förbundslandet Burgenland, i den östra delen av landet.
Närmaste större samhälle är Eisenstadt, direkt söder om Johannesgrotte. Runt Johannesgrotte är det tätbefolkat, med 319 invånare per kvadratkilometer.